# Edelberto Torres Rivas
Edelberto Torres Rivas (22 de noviembre de 1930 – 31 de diciembre de 2018), fue un sociólogo guatemalteco reconocido por sus estudios latinoamericanos de sociología política referente a las estructuras sociales, formación de Estados, cambios sociales y especialmente procesos democráticos en Guatemala. Fue secretario general de la Facultad Latinoamericana de Ciencias Sociales (FLACSO), consultor del Programa de las Naciones Unidas para el Desarrollo (PNUD) y coordinador de los seis volúmenes de la Historia general de América Central (1993).

## Biografía
Nació en 22 de noviembre de 1930 en Guatemala. Hijo del nicaragüense Edelberto Torres Espinoza, profesor de literatura e historia y luchador revolucionario en contra de los gobiernos dictadores como el de Anastasio Somoza García, y de la guatemalteca Marta Rivas, maestra. Ambos escribieron un libro sobre el poeta Rubén Darío. 
Durante el gobierno de Jacobo Arbenz Guzmán (1951–1954), Torres Rivas fundó la Alianza de la Juventud Democrática. Tras el derrocamiento, de Arbenz Guzmán las consecuencias de la represión hicieron que se exiliara en México. Posteriormente regresaría a Guatemala secretamente y se integraría al Partido Guatemalteco del Trabajo (PGT). En 1962, terminó sus estudios de Ciencias Jurídicas en la Universidad de San Carlos de Guatemala (USAC) donde realizó su tesis, intitulada Las clases sociales en Guatemala.
Obtuvo una beca para continuar su formación en ciencias sociales en Chile. Es uno de los primeros graduados en la Facultad Latinoamericana de Ciencias Sociales, que por ese tiempo era de reciente fundación. En efecto, en 1964, obtuvo su título de Maestría en Sociología. Permaneció en Chile, trabajando en el Instituto Latinoamericano y del Caribe de Planificación Económica y Social (ILPES), en la misma FLACSO y en la Universidad de Chile. 
En 1967, su profesor Fernando Henrique Cardoso, lo llevó a trabajar como su colaborador en la Comisión Económica para América Latina y el Caribe (CEPAL). Inicialmente, se adhirió a la teoría de la dependencia, resultando la publicación del libro Procesos y estructuras de una sociedad dependiente: El caso de Centroamérica. Unos años después, cuando volvió a Costa Rica, como encargado del Programa Centroamericano de Ciencias Sociales, del Consejo Superior Universitario Centroamericano (CSUCA), renegó de esa teoría, al igual que otros sociólogos cercanos a la Fundación Ford.
En 1970, estudió el Doctorado en Ciencias Sociales para el Desarrollo en Inglaterra. Fue también profesor e investigador de la Universidad Nacional Autónoma de México (UNAM) y trabajo en la División de Estudios Superiores de la Facultad de Ciencias Políticas y Sociales. 
Por esos años, se estableció en Costa Rica donde tuvo el cargo de director en el Programa Centroamericano de Ciencias Sociales y participó en la Revista Estudios Sociales Centroamericanos de la Secretaría General del Consejo Superior de Universidades de Centroamérica (CSUCA), apoyada por la Fundación Friedrich Ebert. Es uno de los iniciadores del proceso de institucionalizar los estudios en ciencias sociales para el área centroamericana. En el CSUCA, fue uno de los fundadores del Programa de Licenciatura Centroamericana en Sociología y también, con otros colegas centroamericanos, en la fundación de la Asociación Centroamericana de Sociología (ACAS).
Entre 1972 y 1978, formó parte del Comité Directivo de Consejo Latinoamericano de Ciencias Sociales (CLACSO). Alrededor de 1979 y 1984, se unió al Instituto Centroamericana de Administración Pública (ICAP) con sede en Costa Rica.
Entre 1985 y 1993, fue nombrado por la Facultad Latinoamericana de Ciencias Sociales(FLACSO), como Secretario General. Dirigió el proyecto de historia y sociedad en Centroamérica, cuyo resultado fueron seis tomos de Historia general Centroamericana.
Durante ese tiempo fue muy activo participando en múltiples conferencias internacionales. En 1994, obtuvo una estancia de estudios en los Países Bajos.  
En 1996, coincidiendo con la firma de los Acuerdos de Paz, fijó su residencia en Guatemala. Con el apoyo de United Nations Institute for Social Development (UNRISD), participó como Director en el proyecto de «Sociedades Desgarradas por la Guerra».  En ese tiempo también colaboró con la Comisión para el Esclarecimiento Histórico, que publicó su informe "Guatemala, Memoria del Silencio" en febrero de 1999.
En el Programa de Naciones Unidas para el Desarrollo (PNUD), ha formado parte de la dirección de los Informes de Desarrollo Humano, en especial: Los contrastes del desarrollo humano, El rostro rural del desarrollo humano y La fuerza inclusiva del desarrollo humano. 
Su primera esposa fue Olga Escobar, con quien tuvo dos hijos: Edelberto e Indiana. Y su segunda compañera de vida fue Cecilia Crespo, con quién también tuvo dos hijos: Álvaro y Felipe.
Aunque se consideraba de izquierda, tuvo posiciones críticas para los partidos políticos de tendencia socialista. Colaboró con diversos medios de comunicación social, ofreciendo artículos de fondo sobre la situación política de Guatemala. No obstante, su principal interés consistió en el desarrollo de las ciencias sociales, especialmente en sociología e historia.

## Aportes académicos

### Temas de investigación
Los temas sociales de interés y trabajos de investigación abarcan desde la estructura agraria, las estructuras socioeconómicas, los procesos históricos, la formación de Estados, las relaciones de dependencia, las crisis políticas, la democracia, la vida política de las izquierdas, asuntos críticos de militarismo y juventud. Todos estos temas de estudio, están referidos a la realidad centroamericana.
Por otra parte también consideró primordial el estudió del problema étnico; las estructuras de dominación y relaciones interétnicas.

### Aportes teóricos
Al terminar su Maestría en Sociología inició con sus fundamentos analíticos y críticos de la teoría de la dependencia. La investigadora argentina Julieta Rostica sostiene que los dos libros publicados en 1969 como producto de los debates del grupo académico reunido en el ILPES (Chile), Dependencia y Desarrollo en América Latina de Cardoso y Faletto y Centroamérica: procesos y estructuras de una sociedad dependiente de Edelberto Torres-Rivas (titulado luego Interpretación del desarrollo social centroamericano) fundaron una verdadera sociología histórica latinoamericana. 
Su libro sobre Interpretación del desarrollo social centroamericano es una crítica sobre los límites y causas del proceso de integración económica en la región de Centroamérica. Sostiene que el proyecto de promoción de la industrialización y la creación de un mercado común para los productor industriales, tiene límites debido a razones políticas pero también a la centralización de la riqueza. La insuficiencia en el desarrollo industrial lleva a sistemas de trabajo atrasados y a la persistencia del problema agrario.
Su artículo sobre «Guatemala: un edificio de cinco niveles» es un análisis crítico sobre las estructuras de la sociedad guatemalteca. Este estudio introduce la medición en quintiles de la población en los aspectos de nivel económico y acceso a los servicios. 
En otro de sus artículos sobre «América Latina. Gobernabilidad y democracia en sociedades en crisis», plantea que la construcción de los Estados, tiene una serie de debilidades que les impiden hacer frente a los embates de la globalización. La insuficiencia en el desarrollo capitalista provoca que los gobiernos democráticos tengan un bajo apego a las leyes y el orden constitucional.

## Obras

### Libros
- Las clases sociales en Guatemala. (Editorial Ladívar. Guatemala, 1964)
- Interpretación del desarrollo social Centroamericano. (Editorial PLA. Chile, 1969)
- La crisis política en Centroamérica. (EDUCA. Costa Rica, 1981 con reimpresiones en 1983 y 1988)
- La posible democracia. (EDUCA. Costa Rica, 1987)
- History and Society in Central America. (University of Texas. USA, 1993)
- Del autoritarismo a la paz. ( Con Gabriel Aguilera. FLACSO. Guatemala, 1998)
- ¿Por qué no votan los guatemaltecos?. (Con Horacio Boneo. PNUD y TSE. Guatemala, 2000)
- La piel de Centroamérica: Una visión epidérmica de setenta y cinco años de su historia (FLACSO. Costa Rica, 2007)
- Revoluciones sin cambios revolucionarios. Ensayos sobre la crisis en Centroamérica. (F&G Editores, Guatemala, noviembre de 2011, 1ª edición. 514 págs. 12.7 x 20.3 cm). ISBN 978-9929-552-46-3.

### Libros de formato menor
- Encrucijadas e incertezas en la izquierda centroamericana. (Ensayo preliminar de interpretación). (FLACSO, Guatemala, 1996)
- Centroamérica 1995: Una introducción a la realidad contemporánea de la región. (Instituto Centroamericano de Estudios Políticos (INCEP). Guatemala, 1995)
- El sistema político y la transición a la democracia en Centroamérica. (FLACSO. Costa Rica, 1990)

### Libros como editor individual o coeditor
- Historia general de Centroamérica. (editor del tomo VI que lleva por subtítulo Historia inmediata. Incluye además dos artículos preparados por el editor: «Introducción a la década» y «La sociedad: La dinámica poblacional, efectos sociales de la crisis, aspectos culturales y étnicos». Comisión Estatal para el Quinto Centenario-FLACSO-Comunidades Europeas. España, 1993)
- Guatemala, izquierdas en transición. Renovarse o morir: Los desafíos para la izquierda guatemalteca en 1997. (Fundación F. Ebert-FLACSO. Guatemala, 1997)
- Política: teoría y método. (EDUCA. Costa Rica, 1990 con reimpresión en el 1992)

### Artículos publicados en libros
- «Contrapunto entre reforma y revolución: La democracia en Guatemala y Costa Rica», en Jorge Rovira Mas (Editor), La democracia de Costa Rica ante el siglo XXI. (Editorial de la Universidad de Costa Rica-Instituto de Investigaciones Sociales de la Universidad de Costa Rica-Fundación Friedrich Ebert. Costa Rica, 2001)
- «Central America: Balance of the Transitions (1979/1998)», en Edward Newman (Editor), Democracy in Latin America: (Re) construction of Politicai Power. Uni¬versity of United Nations, Tokyo, 2000
- «Los desafíos del desarrollo democrático en Centroamérica», en J. Botella y J. M. Sanahuja (Editores), Centroamérica después de la crisis. (Instituto de Ciencias Polícas y Sociales, Universidad Autónoma de Barcelona. España, 1998)
- «Los déficit democráticos en la Postguerra» (A. S. Cardenal y S. Marti, (Edi-tores), América Central, las democracias inciertas. Universidad Autónoma de Barcelona-Tecnos- España, 1998)

### Artículos publicados en revistas
- «Centroamérica  (Una reflexión egoísta, en primera persona)», (Tendencias, N° 76. El Salvador, 1999)
- «La difícil legitimidad: Elecciones en Guatemala», con S. González. (Diálogo, Nos. 11 y 12, FLACSO. Guatemala, 1999)
- «Los demonios del pasado y la consolidación democrática» (Nueva Sociedad, N° 164, noviembre-diciembre. Venezuela, 1999)
- «La memoria histórica a prueba: reflexiones sobre la muerte, la verdad y la reconciliación nacional» (Diálogo, N° 1, FLACSO. Guatemala, 1999)
- «La comisión de la verdad, el castigo y el olvido» (Anuario social y político de América Latina y el Caribe, Secretaría General de FLACSO y Nueva Sociedad, N° 2- Venezuela, 1998)
- «Centroamérica: Revoluciones sin cambio revolucionario» (Nueva Sociedad, N° 150. Venezuela, 1997)
- «Entre las armas y la socialdemocracia» (Azuacuán, N° 1. 1997)
- «Tras la violencia y el miedo, la democracia: Notas sobre el terror político en América Latina» (Sistema, Nos. 132/133. España, 1996; y en Cuadernos de Ciencias Sociales, FLACSO. Costa Rica, 1998)
- «La gobernabilidad democrática en América Latina» (Nueva Sociedad, N° 121. Venezuela, 1993)
- «La democracia y la metáfora del buen gobierno» (Polémica, N° 19, Segunda Época. Costa Rica, 1993)